# Bogusława Latawiec
Bogusława Maria Latawiec, po mężu Balcerzan (ur. 25 września 1939 w Wołominie, zm. 1 listopada 2021 w Poznaniu) – polska poetka, prozaiczka, krytyczka literacka, redaktorka i nauczycielka.

## Życiorys
Urodziła się w rodzinie Czesława Latawca i Janiny z domu Wypiśniak, nauczycielki. W latach 1952–1956 uczęszczała do VII Liceum Ogólnokształcącego im. Dąbrówki w Poznaniu. Ukończyła w 1961 Wydział Filologii Polskiej i Klasycznej Uniwersytetu im. Adama Mickiewicza w Poznaniu. Po studiach rozpoczęła pracę w bibliotece Pałacu Młodzieży w Szczecinie. Od 1962 była nauczycielką języka polskiego w poznańskich szkołach średnich: III Liceum Ogólnokształcącego im. św. Jana Kantego oraz VIII Liceum Ogólnokształcącego im. Adama Mickiewicza. W latach 1983–1986 pracowała w Zespole Szkół Elektrycznych, w technikum dla pracujących. W 1980 została członkiem Niezależnego Samorządnego Związku Zawodowego „Solidarność”. Należała do poznańskiego Komitetu Kultury Niezależnej. W 1983 z przyczyn politycznych została wyrzucona z VIII Liceum. 1 października 1989 decyzją Solidarności Nauczycielskiej przywrócono ją do pracy w VIII Liceum. Jako nauczycielka pracowała do 1992.
Należała do szczecińskiej grupy Metafora (1962). Debiutowała poetycko w 1962 w almanachu „Poeci pomorscy I”, potem publikowała przede wszystkim wiersze, ale też prozę, recenzje, eseje w wielu czasopismach, m.in.: „Odrze”, „Życiu literackim”, „Literaturze”, „Twórczości”, „Zeszytach Literackich”, „Kulturze Niezależnej”, „Sycynie”, „Toposie”, „Kresach”, „Tekstach Drugich”, „Kwartalniku Artystycznym”, „Pograniczach” i „Dzienniku Polskim” (USA). Publikowała w pismach ukazujących się poza zasięgiem cenzury, m.in. w „Środowisku” (1981), „Wezwaniu” (1982) i „Kontakcie” (1988).
W latach 1974–1982 pracowała w miesięczniku „Nurt” (kierowniczka działu poezji i krytyki poetyckiej). W drugiej połowie lat 80. prowadziła w Poznaniu gazetę mówioną „Struktury III” przy Poznańskim Oddziale Towarzystwa Literackiego im. Adama Mickiewicza. W latach 1991–2003 była redaktorką naczelną miesięcznika „Arkusz” (współtworzyła go z Włodzimierzem Branieckim).
Należała do Związku Literatów Polskich (1966–1983), Stowarzyszenia Pisarzy Polskich (od 1989) oraz Polskiego Pen Clubu (od 1989). Od 1984 należała do Sekcji F Stowarzyszenia Autorów ZAiKS.
Zmarła w Poznaniu. Msza św. pogrzebowa została odprawiona 10 listopada 2021 w kościele Maryi Królowej przy Rynku Wildeckim w Poznaniu. Pochowana na cmentarzu komunalnym Miłostowo (pole 35 kwatera 5-7-45).

## Życie prywatne
Od 1959 była żoną Edwarda Balcerzana. W piśmie „Teksty Drugie” w 2006 ukazały się „Listy do Bogusławy Latawiec i Edwarda Balcerzana (1971–1973)” Tymoteusza Karpowicza.

## Proza
- Nie widziałam tak długiej chorągwi (Poznań 1965)
- Solarium (Poznań 1969)
- Ogród rozkoszy ziemskich (Poznań 1976)
- Pusta szkoła (Warszawa 1987)[13]
- Ciemnia (Warszawa 1989)
- Ciemnia wyd. II (Poznań 1995)[14]
- Gęstwina (Warszawa 2001)[15]
- Kochana Maryniuchna (Warszawa 2003)[16]
- Ciemnia wyd. III (Szczecin 2012)[17]
- Zegary nie do zatrzymania (Mikołów 2012)[18]

## Poezja
- Otwierają się rzeki (Poznań 1965)
- Całe drzewo zdania (Warszawa 1970)
- Przestrzenie (Poznań 1975)
- Z żywych jeszcze źrenic (Poznań 1981)[19]
- Powidok. Wiersze z lat 1980–1991 (Warszawa 1992)[20]
- Bogusławy Latawiec nigdy całości (Warszawa 1995)[21]
- Razem tu koncertujemy (Poznań 1999)[22]
- Odkrytki (Warszawa 2007)[23]
- Gdyby czas był ziemią (Sopot 2011)[24]
- Zmowy (Szczecin 2015)
- Pierzchające ogrody (Szczecin 2018)[25]
- Nieoznakowany szlak (Szczecin 2018)

## Ważniejsze opracowania na temat twórczości Bogusławy Latawiec
- Ryszard Matuszewski, Woda, palce i litery, „Życie literackie”, 1965 nr 31.
- Stanisław Balbus, Z dziennika lektur poetyckich, „Życie literackie”, 1971, nr 1.
- Jerzy Pilch, Ryba w ogrodzie rozkoszy ziemskich. „Życie literackie” 1977, nr 1320.
- Anna Legeżyńska, Proust i stan wojenny. „Twórczość” 1990, nr 11.
- Wojciech Skalmowski, Powidok, „Kultura” (Paryż), 1992.
- Piotr Łuszczykiewicz, Światło pod powieką. O poezji Bogusławy Latawiec, [w:] tenże, Pociąg do Poznania. Szkice i rozmowy, Poznań 2000, s. 89–105;
- Małgorzata Czermińska, Bogusława Latawiec, [w:] Pisarki polskie od średniowiecza do współczesności. Przewodnik. Gdańsk 2000, s. 154–155.
- Piotr Łuszczykiewicz, Żywina Bogusławy Latawiec, [w:] tenże, Bliskie czytanie. Interpretacje literatury XX wieku, Kalisz 2002, s. 83–89;
- Natalia Astafjewa, Polskije poetessy, „Aleteja”, Sankt-Petersburg 2002, s, 54–56, 485.
- Anna Węgrzyniakowa, Uczennice Przybosia. [w:] Stulecie Przybosia, Poznań 2002, s. 183–189
- Justyna Wciórka, „Dopominanie” pisma. „Kresy” 2004, nr 4.
- Jan Zieliński, Żywe zwierzę historii, „Przegląd polski” (Nowy Jork), 6 sierpnia 2004
- Tomasz Mizerkiewicz, Autentyk odnaleziony, „Dekada Literacka” 2004, nr 3.
- Maria Delaperriere, Quand les femmes se font poetes, [w:] La poesie polonaise du vingtieme siecle voix et visages”. Paris 2004, s. 63–65.

## Odznaczenia
- Złoty Krzyż Zasługi (1978)
- Odznaka Honorowa Miasta Poznania (1981)

Źródło:.

## Nagrody
- Nagroda Wojewódzkiej Rady Narodowej, Towarzystwa Rozwoju Ziem Zachodnich i Oddziału Szczecińskiego Związku Literatów Polskich za prace literackie na temat morza i Pomorza Zachodniego (1962)
- I nagroda w konkursie „Życia Literackiego” za opowiadanie pt. Klasówka z wyobraźni (1965)
- Nagroda Peleryny przyznana przez Klub Studentów Wybrzeża „Żak” w Gdańsku za najlepszy debiut poetycki - tomik wierszy Otwierają się rzeki (1966)
- Nagroda im. Tadeusza Peipera, przyznana przez Ugrupowanie Literackie 66 za tom wierszy Całe drzewo zdania (1970)
- „Nagroda 3 Maja” przyznana w obiegu niezależnym za tom opowiadań Pusta szkoła (1985)
- Nagroda Fundacji Piotra Büchnera za twórczość poetycką (1993)[26]
- Nagroda w VI edycji konkursu im. Józefa Łukaszewicza „Posnaniana 2003” dla najlepszej książki o Poznaniu - powieść Kochana Maryniuchna (2003)[7]
- nominacja do Orfeusza – Nagrody Poetyckiej im. K.I. Gałczyńskiego za najlepszy tom roku za tom Gdyby czas był ziemią (2012)[27]
- nominacja do Orfeusza – Nagrody Poetyckiej im. K.I. Gałczyńskiego za tom Pierzchające ogrody (2019)[28]

Źródło:.